# Pétange Open
Il Pétange Open, noto come ATP Roller Open per ragioni di sponsorizzazione, è stato un torneo professionistico di tennis giocato sul cemento indoor, che faceva parte dell'ATP Challenger Tour. Si sono giocate le sole edizioni del 2012 e 2013 alla Tennis Club Petange di Pétange, in Lussemburgo.
Tobias Kamke detiene il record nel singolare avendo vinto entrambe le edizioni del torneo.

## Albo d'oro

### Singolare
| Anno | Campione         | Finalista          | Punteggio     |
| ---- | ---------------- | ------------------ | ------------- |
| 2013 | Tobias Kamke (2) | Paul-Henri Mathieu | 1–6, 6–3, 7–5 |
| 2012 | Tobias Kamke (1) | Paul-Henri Mathieu | 7–6(7), 6–4   |

### Doppio
| Anno | Campioni                    | Finalisti                    | Punteggio           |
| ---- | --------------------------- | ---------------------------- | ------------------- |
| 2013 | Ken Skupski Neal Skupski    | Benjamin Becker Tobias Kamke | 6–3, 6(5)–7, [10–7] |
| 2012 | Christopher Kas Dick Norman | Jamie Murray André Sá        | 2–6, 6–2, [10–8]    |